# Елена Петрунова
Елена „Пина“ Петрова Петрунова е най-голямата дъщеря в семейството на полковник Петър Петрунов и е една от любимите девойки на поета Димчо Дебелянов.
Димчо и приятелят му Константин Константинов са квартиранти в дома на командира на Шести пехотен търновски полк, баща на Пина. Домът е двуетажен, с голяма морава, цветя и вишневи дръвчета. Деца в това семейство са Елена, Мара, Надя, Катя и Нора. След раждането на последното дете майката почива и оттогава бащата сам отглежда сирачетата. По време на запознанството на Димчо и Елена тя е студентка по френска филология. Запознава ги техният общ приятел, бъдещия професор, публицист и преводач Константин Гълъбов.
По препоръка от Пейо Яворов Димчо започва да прави превод от френски на авангардния и скандален за тези години роман „Афродита“ на Пиер Луис. Елена Петрунова прави преписи на черновите на Дебелянов, тъй като почеркът ѝ е по-красив. От това сътрудничество е останало Димчовото стихотворение „Ела и дай ми свойта радост ясна“. В къщата като наематели живеят освен Константинов с псевдоним „Душечка“ и Димитър Полянов. Така сградадата започва да придобива вид на литературен клуб, заради компанията от прохождащи поети и писатели, сред които Кирил Христов, Николай Лилиев, Димитър Подвързачов, бъдещият професор по гражданско право Димитър Силяновски, сърцето на Пина обаче печели бъдещият професор по теория на държавата Любомир Владикин.
| „ | Димчо беше очарован от нея – започна да я дири, да я ухажва, да ѝ се обяснява в любов. Но аз имах чувството, че тя не го обича. Поне докато бях студент в София, тя се отнасяше равнодушно към него. Константин Гълъбов. | “ |

На 9 юни 1911 г. двамата другари, Димчо и Константин, по късна доба се прибират у дома си. Изненадващо къщата цялата е осветена, а в нея цари суматоха. Вътре те стават свидетели на ужасяваща гледка – Пина и баща ѝ лежат мъртви, а на пода има пистолет. Бащата е застрелял по-голямата си дъщеря, а след това и себе си. Пресата от това време започва да разнася различни истории за случилото се. Жълтите вестници описват Елена като честа героиня в любовни романи, която „yбивала времето си в коридорите на университета в шеги и закачки“. Журналистическите твърдения веднага са отхвърлени от академичната общност. В знак на протест на погребението ѝ колегите на Пина демонстративно изгарят екземпляр от вестника.
Романът „Афродита“ на Пиер Луис е идаден с повещение на преводача Димчо Дебелянов: „На една скъпа покойница – обещаният дар“.

## Сонет за Елена Петрунова
Сонет за Пина
Ела и дай ми свойта радост ясна,

Лъчи обилни в мрачна нощ пръсни,

Ела, в нерадост аз самотен гасна,

Неволен губя свойте златни дни.

Аз ще открия тъмните си тайни,

През звездни нощи ще те чакам сам,

Една ще си в вселената безкрайна,

Ти кат весталка в светъл, хубав храм.

Разсей скръбта на тъмна орисия,

Усмихната и в радост, и в беда,

Най-скъп венец от песни ще ти свия.

О, хубаво дете, дете безгрешно,

Виж, май си веч отива навсегда,

А розата увехва безутешно.

Д. Д., 3 – 4 часа на 29 май 1911 г.